# Persone di nome Alexander/Attori
| Questa pagina contiene informazioni ricavate automaticamente dalle voci biografiche con l'ausilio del template Bio e di un bot. L'aggiornamento è periodico e automatico e ricostruisce completamente la pagina. Se manca una persona in questa lista, sei pregato di non aggiungerla, ma accertati piuttosto che la sua voce biografica contenga il template Bio e che i dati anagrafici siano correttamente compilati. Se il template Bio manca, inseriscilo tu stesso o, in alternativa, metti l'avviso {{tmp\|Bio}} che ne segnala la mancanza. Se i dati riportati sono sbagliati, correggi direttamente la voce biografica; le modifiche saranno visibili in questa lista entro pochi giorni. Per chiarimenti vedi il progetto antroponimi. La lista contiene solo le 58 persone che sono citate nell'enciclopedia e per le quali è stato implementato correttamente il template Bio. Pagina aggiornata al 6 giu 2025. |

Questa è una lista di persone presenti nell'enciclopedia che hanno il nome Alexander e sono attori.

## A(2)
- Alexander Allerson, attore cinematografico tedesco (Ostróda, n. 1930)
- Alexander Arnold, attore britannico (Ashford, n. 1992)

## B(3)
- Alec Baldwin, attore e comico statunitense (Amityville, n. 1958)
- Alexander Beyer, attore tedesco (Erfurt, n. 1973)
- Leslie Csuth, attore inglese (Northampton, n. 1957)

## C(4)
- Alexander Chaplin, attore statunitense (New York, n. 1971)
- Martin Clunes, attore, conduttore televisivo e comico inglese (Wimbledon, n. 1961)
- Alec Clunes, attore e direttore teatrale inglese (Brixton, n. 1912 - Londra, † 1970)
- Alexander Conti, attore canadese (Ontario, n. 1993)

## D(2)
- Alex Dimitriades, attore australiano (Sydney, n. 1973)
- Alexander Dreymon, attore e modello tedesco (Monaco di Baviera, n. 1983)

## E(1)
- Alex Etel, attore britannico (Manchester, n. 1994)

## F(5)
- Alexander Fehling, attore tedesco (Berlino Est, n. 1981)
- Alexander Armstrong, attore, comico e cantante britannico (Rothbury, n. 1970)
- Alex Ferris, attore canadese (Vancouver, n. 1997)
- Alex Frost, attore statunitense (Portland, n. 1987)
- Alexander Fu Sheng, attore hongkonghese (Hong Kong, n. 1953 - Hong Kong, † 1983)

## G(5)
- Alexander Gemignani, attore e tenore statunitense (Tenafly, n. 1979)
- Alexander Gould, attore e doppiatore statunitense (Los Angeles, n. 1994)
- Alexander Granach, attore tedesco (Werbowitz, n. 1890 - New York, † 1945)
- Alexander Granzow, attore tedesco (Buchholz in der Nordheide, n. 1990)
- Mackenzie Gray, attore canadese (Toronto, n. 1957)

## H(3)
- Alexander Hanson, attore e cantante britannico (Oslo, n. 1961)
- Alex Hassell, attore britannico (Southend-on-Sea, n. 1980)
- Sascha Hehn, attore e doppiatore tedesco (Monaco di Baviera, n. 1954)

## J(1)
- Gordon Jump, attore statunitense (Dayton, n. 1932 - Los Angeles, † 2003)

## K(4)
- Alexander Kerst, attore e doppiatore austriaco (Kralup an der Moldau, n. 1924 - Monaco di Baviera, † 2010)
- Skandar Keynes, attore britannico (Londra, n. 1991)
- Alexander Knox, attore canadese (Strathroy, n. 1907 - Berwick-upon-Tweed, † 1995)
- Alexander Koch, attore statunitense (Grosse Pointe Park, n. 1988)

## L(4)
- Alex Lawther, attore britannico (Petersfield, n. 1995)
- Alex D. Linz, attore statunitense (Santa Barbara, n. 1989)
- Alexander Lockwood, attore statunitense (Ostrava, n. 1902 - Los Angeles, † 1990)
- Alexander Ludwig, attore, cantante e modello canadese (Vancouver, n. 1992)

## M(6)
- Alex Macqueen, attore britannico (Epsom, n. 1974)
- Alexander Maniatis, attore sudafricano (Pretoria, n. 1985)
- Al Matthews, attore e cantante statunitense (New York, n. 1942 - Orihuela, † 2018)
- Alexander Michaeletos, attore sudafricano (Johannesburg, n. 1992)
- Alexander Morton, attore scozzese (Glasgow, n. 1945)
- Alexander Murski, attore russo (San Pietroburgo, n. 1869 - Tolosa, † 1943)

## N(2)
- Alex Neuberger, attore statunitense (Minnesota, n. 1992)
- Alex Neustaedter, attore statunitense (Shawnee Mission, n. 1998)

## P(3)
- Alex Hyde-White, attore statunitense (Londra, n. 1959)
- Alex Pettyfer, attore, regista e modello britannico (Stevenage, n. 1990)
- Alexander Pschill, attore, sceneggiatore e scrittore austriaco (Vienna, n. 1970)

## R(1)
- Alex Russell, attore australiano (Brisbane, n. 1987)

## S(4)
- Alexander D'Arcy, attore egiziano (Il Cairo, n. 1908 - West Hollywood, † 1996)
- Alexander Scheer, attore tedesco (Berlino Est, n. 1976)
- Alex Sharp, attore britannico (Londra, n. 1989)
- Alexander Skarsgård, attore svedese (Stoccolma, n. 1976)

## T(1)
- Alex Tarrant, attore neozelandese (Raglan, n. 1991)

## V(1)
- Alexander Vlahos, attore britannico (Swansea, n. 1988)

## W(5)
- Al Weaver, attore inglese (Bolton, n. 1981)
- Axle Whitehead, attore, cantautore e musicista australiano (Melbourne, n. 1980)
- Austin Willis, attore canadese (Halifax, n. 1917 - Dartmouth, † 2004)
- Alex Winter, attore, regista e sceneggiatore inglese (Londra, n. 1965)
- Alex Wolff, attore, musicista e cantante statunitense (New York, n. 1997)

## Z(1)
- Alex Zahara, attore e doppiatore canadese (Grande Prairie, n. 1962)